# سانتیا
سانتیا (به ایتالیایی: Santhià) یک کومونه در ایتالیا است که در استان ورسلی واقع شده‌است.

## خصوصیات
سانتیا ۵۳٫۳ کیلومترمربع مساحت و ۸٬۹۳۶ نفر جمعیت دارد و ۱۸۳ متر بالاتر از سطح دریا واقع شده‌است.